# Days (The Kinks)
Days è un brano musicale del gruppo rock britannico The Kinks, composto dal leader della band Ray Davies e pubblicato su singolo (B-side She's Got Everything) nel 1968. Il brano apparve inoltre nella prima versione dell'album The Kinks Are the Village Green Preservation Society (pubblicata solo in Europa e Nuova Zelanda). Sulla copertina del 45 giri originale (Pye 7N 17573), il titolo della canzone è erroneamente trascritto Day's.

## Il brano
Musicalmente, si tratta di una ballata in uptempo. Le liriche del testo sono agrodolci nello stile tipico di Davies. La canzone tratta di una persona cara al protagonista (probabilmente un'amante) che se ne è andata oppure è morta. Il narratore della storia la ringrazia per i giorni felici passati insieme, e la perdona per averlo abbandonato. Il testo riflette sul lascito del rapporto, mostrando un certo malinconico rimpianto, e promette: «Though you're gone, you're with me every single day, believe me» ("Sebbene te ne sia andata, sei con me ogni singolo giorno, credimi").
In successive interviste, Davies asserì di come la canzone venne da lui composta in un periodo difficile dal punto di vista emotivo, in quanto uno dei membri fondatori della band, Pete Quaife, aveva comunicato di voler lasciare il gruppo. Inoltre aggiunse di non aver immaginato all'epoca, scrivendo la canzone, che sarebbe diventata così importante per il pubblico: «La canzone è cresciuta d'intensità nel corso degli anni», disse. «Non riflettei molto sulla canzone quando la scrissi. Alcuni brani escono fuori così. Tu non ci pensi, ma ha acquisito un sacco di significati nascosti nel tempo. Certamente adesso il pezzo non è più solo mio. Appartiene a tutti».
Il brano si rivelò un singolo importante per Davies e i Kinks, risollevando le sorti commerciali del gruppo ormai in declino da tempo. La canzone non era stata originariamente intesa come da pubblicarsi su 45 giri, ma a causa del fallimento commerciale del precedente singolo Wonderboy (che aveva raggiunto solo la posizione numero 36 in Gran Bretagna), Days venne fatta uscire come singolo in abbinamento con una vecchia traccia inedita, She's Got Everything (registrata nel febbraio 1966 nel corso della stessa sessione che aveva prodotto Dedicated Follower of Fashion). Il singolo raggiunse la dodicesima posizione nel Regno Unito, ma fallì l'entrata in classifica negli Stati Uniti.

## Tracce singolo
Pye 7N 17573
1. Days
2. She's Got Everything

## Classifiche
| Classifica (1968) | Posizione massima |
| ----------------- | ----------------- |
| Belgio            | 17                |
| Germania          | 28                |
| Nuova Zelanda     | 11                |
| Paesi Bassi       | 7                 |
| Regno Unito       | 12                |

## Cover
- Kirsty MacColl reinterpretò Days sul suo album del 1989 Kite. Il singolo venne pubblicato raggiungendo la posizione numero 12 nella Official Singles Chart, la medesima posizione ottenuta dall'originale dei Kinks nel 1968.
- Petula Clark sull'album Petula del 1968.
- The Hillsiders come B-side del loro singolo del 1969 Kentucky Woman (RCA 1804).
- James Last in versione solo strumentale sul disco Non-Stop Dancing #7 (1969).
- Luke Kelly dei The Dubliners.
- Una versione della canzone incisa da Elvis Costello apparve sull'album colonna sonora del film di Wim Wenders del 1991, Fino alla fine del mondo. La versione di Costello venne poi inserita anche nell'album Kojak Variety del 1995.
- Days/This Time Tomorrow collaborazione tra Ray Davies e i Mumford & Sons è stata inclusa sull'album solista di Davies See My Friends.
- La canzone è stata reinterpretata anche da Flo & Eddie sull'album Flo & Eddie, originariamente pubblicato nel 1974 e successivamente ristampato nel 2008 su doppio CD abbinato a The Phlorescent Leech and Eddie, del 1972.
- Colin Meloy sull'album di cover Colin Meloy Sings The Kinks (2013).
- I Nomadi hanno inciso una versione in italiano, dal titolo "Insieme io e lei ", nell'album I Nomadi del 1968.